# رودي مانكوسو
رادولفو مانكوسو (بالإنجليزية: Rudy Mancuso) أو كما يعرف عبر الإنترنت باسمه «رودي» يوتيوبر، ممثل وموسيقار ولد في 28 فبراير عام 1992 في ولاية نيوجيرزي لأب أمريكي إيطالي وأم برازيلية.
قبل شهرته على موقع يوتيوب، اشتهر علي تطبيق فاين بفضل مقاطع الفيديو الكوميدية التي كان ينشرها.

## روابط خارجية
- رودي مانكوسو على موقع IMDb (الإنجليزية)
- رودي مانكوسو على موقع ميوزك برينز (الإنجليزية)
- رودي مانكوسو على موقع ديسكوغز (الإنجليزية)
- رودي مانكوسو على موقع قاعدة بيانات الفيلم (الإنجليزية)